# Elsner von Gronow (Adelsgeschlecht)

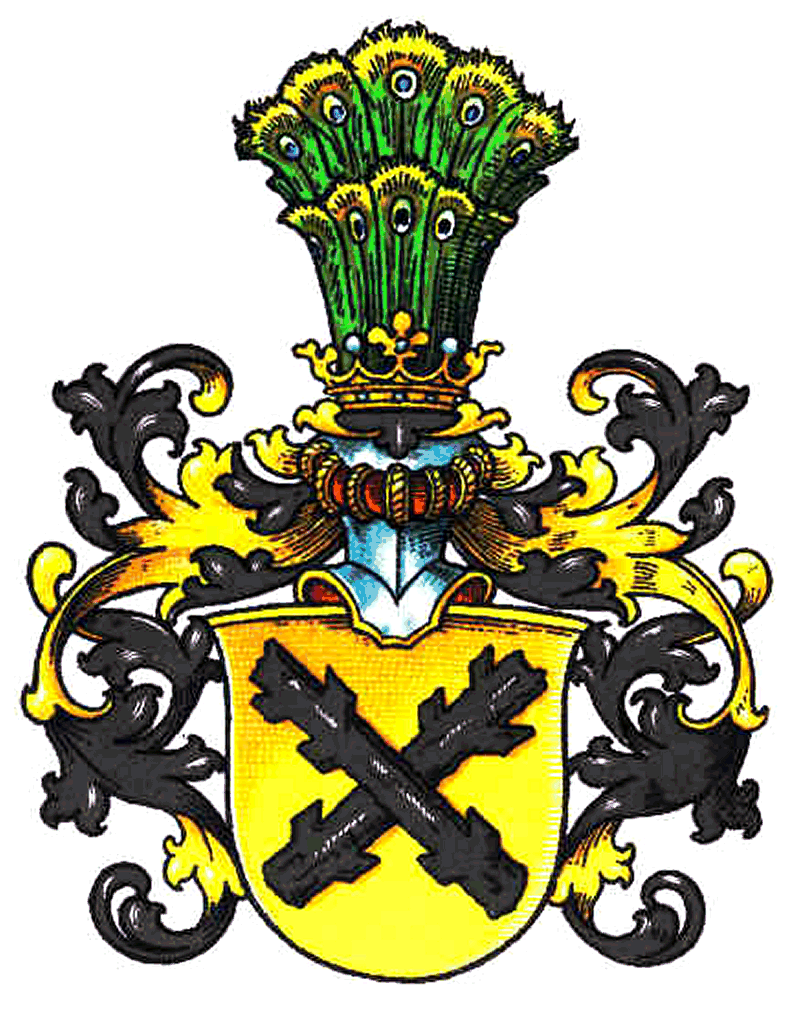
Wappen der Elsner von Gronow

Elsner von Gronow ist der Name eines Adelsgeschlechts mit Ursprung in Niederschlesien. Ein Zweig des Geschlechts führt den Namen Elsner von der Malsburg.

## Geschichte

### Ursprung

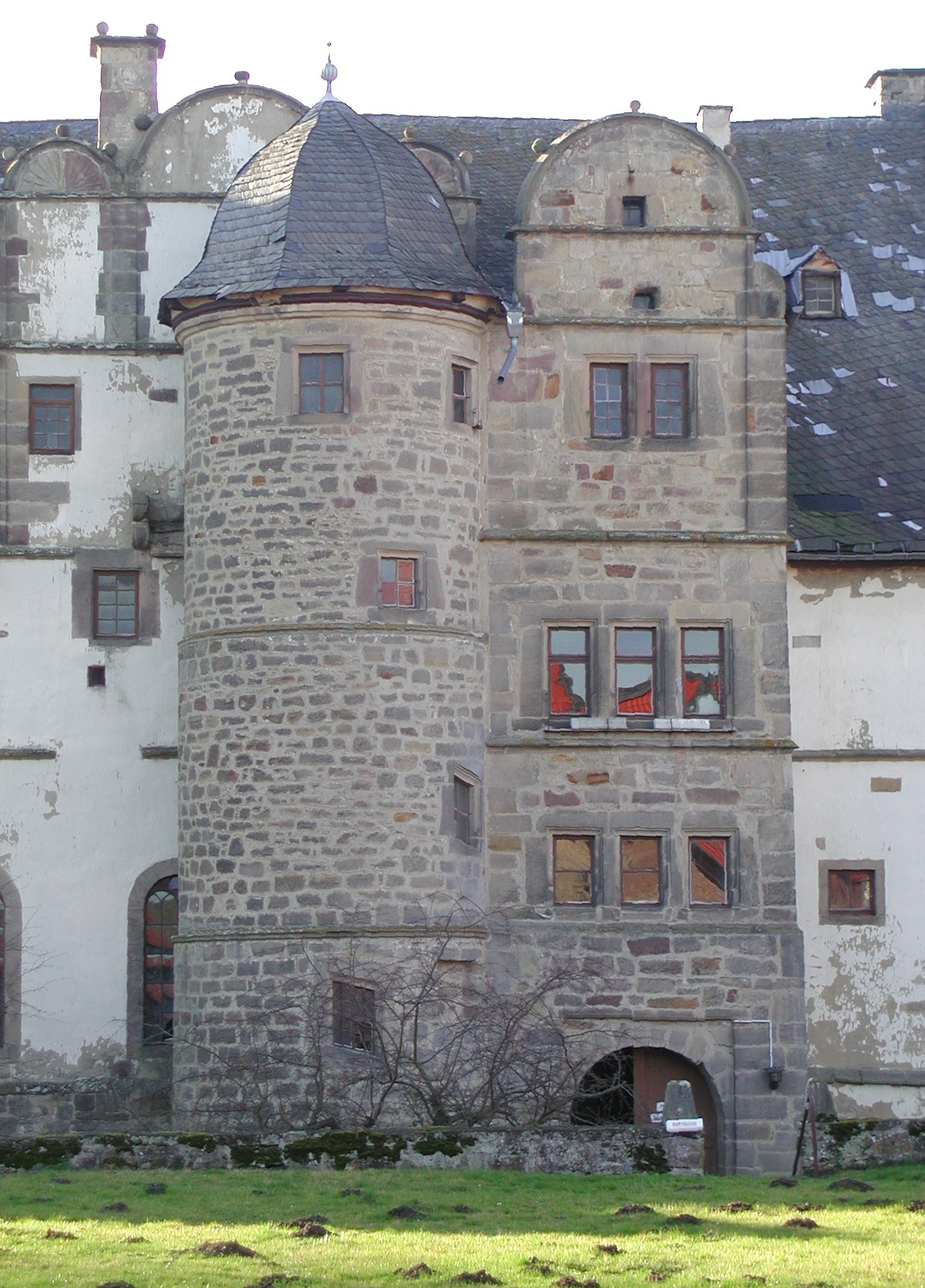
Wasserschloss Elmarshausen, im Besitz der Elsner von der Malsburg

Eine Abstammung vom altböhmischen Geschlecht Hronovice wird in älteren Quellen benannt, ist jedoch nicht belegt. Die urkundlich gesicherte Stammreihe des Geschlechts beginnt mit Mathis Oelsner, Erbscholtisseibesitzer, gestorben am 26. Juni 1550 in Grune bei Lissa/Niederschlesien.
Ein Ursprung des Geschlechts ist im Hause Howora zu finden, dessen Wappen die gleiche Schilddarstellung trägt. Ebenfalls verwandt ist mit dem gleichen Ursprung das Adelsgeschlecht Berka von Dubá. Die Familie verließ aufgrund der Religion um 1620 Böhmen und siedelte nach Schlesien um.
Die erste Aufnahme in den schlesischen Adelsstand erfolgte am 6. April 1787, die Adelserneuerung am 12. Januar 1807. Der Adel wurde durch die liberale Gesinnung vom Landrat Wilhelm Elsner kurze Zeit später wieder abgelegt. Am 15. September 1852 wurde für seinen Sohn Martin Elsner die Erlaubnis erteilt, den Beinamen „von Gronow“ zu führen. Kurze Zeit vorher, am 23. April 1852 hatte der später ohne Kinder verstorbene Heinrich Elsner (1804–1869) den Adelstitel erhalten.
In Böhmen waren die Güter Klinstein, Kosteletz, Rostok und Schworetz, in Schlesien u. a. Oberheiduk, Repten (Repty Śląskie), Rosniontau und Zernik und im Großherzogtum Posen Grunau und Konojad (Kreis Kosten) im Familienbesitz.
Seit 4. Juni 1856 gehört das Geschlecht durch Karl Elsner zum preußischen Adelsstand. Am 4. August 1858 wurde in Ostende der preußische Adelsstand für Hugo Elsner (1821–1879) ausgesprochen.
Ist Österreich war das Geschlecht als freiherrlich anerkannt.

### Elsner von der Malsburg
Nach dem Aussterben einer Linie der Familie von der Malsburg im Mannesstamm im Jahr 1961 führen die Nachkommen des Harald Horst Hugo Felix Elsner von Gronow (1905–1991) und der Friederike Therese Sofie Marie von der Malsburg (1915–2007) auf Schloss Elmarshausen aufgrund einer Verfügung des hessischen Ministeriums des Inneren vom 17. Oktober 1968 den Namen Elsner von der Malsburg. Die Familie ist Mitglied der Althessischen Ritterschaft.

## Wappen
Ab 1856 im schwarzen Schild zwei andreaskreuzförmig gestellte, natürliche geästete Baumstämme. Nach Wappenverbesserung im Jahr 1861 im goldenen Schild in schwarz zwei schräge, sich kreuzende schwarze Baumstämme („Elsenstämme“=Erlenstämme), oben und unten abgehauen, jeder mit fünf gestümmelten Astenden an den Seiten. Helmzier: Auf dem gekrönten Helm ein Pfauenwedel. Decken: schwarz-gold.

## Stammbaum
Stammvater:
Christian Ferdinand Elsner von Gronow (1754–1826), preußischer Justiz- und Justizkommissionsrat
1. Wilhelm Ferdinand Elsner (1786–1848), Landrat im Kreis Groß Strehlitz, Herr auf Kalinowitz, Klein-Kalinow und Oberheiduk
  1. Martin Friedrich Wilhelm Ferdinand Elsner (1817–1886), Mitglied des Preußischen Abgeordnetenhauses, Mitbegründer der Freikonservativen Partei, Herr auf Kalinowitz und Klein-Kalinow
  2. Hugo Wilhelm Karl Johann Elsner (1821–1879), Generallandschaftspräsentant für Oberschlesien, Herr auf Oberheiduk, Konojad, Pniow, Ostrawe (Landkreis Guhrau), Pluskau (Landkreis Guhrau), Ilgen (Landkreis Fraustadt) (später alle veräußert)
⚭ Emilie Hermine Johanna von Gladitz (1824–1914)
    1. Martin Eugen Hugo Elsner von Gronow (1854–1930), preußischer Regierungsrat
⚭ Marie Sophie Henriette Franziska von Kryger (* 1863)
      1. Ruth Elsner von Gronow (1887–1972), deutsche Theologin

⚭ Meta Martha Klara Amalie Josephine Elsner von Gronow (* 1875)
      1. Berengar Hugo Karl Beowulf Elsner von Gronow (Politiker, 1903) (1903–1981), deutscher Politiker (NSDAP), Bürgermeister von Swinemünde
      2. Harald Horst Hugo Felix Elsner von Gronow (1905–1991) ⚭ Friederike Therese Sofie Marie von der Malsburg (1915–2007)
2. Karl Heinrich Ferdinand Elsner (1788–1873), preußischer Ober-Tribunalrat
  1. Ludwig Rudolf Ferdinand (1832–1873), preußischer Stadtgerichtsrat in Berlin
  2. Julian Karl Ferdinand Elsner von Gronow (1834–1910), Landrat im Kreis Mogilno
  3. Karl Franz Adolf Ferdinand Elsner von Gronow (1837–1889)
    1. Meta Martha Klara Amalie Josephine Elsner von Gronow (* 1875) ⚭ Martin Elsner von Gronow (1854–1903)
3. Heinrich Martin Ferdinand Elsner (1804–1869), preußischer Appelationsgerichtsrat in Bromberg[3] ohne Kinder verstorben

## Weitere Angehörige
- Gerhard Helmuth Berengar Elsner von Gronow (Politiker, 1978) (* 1978), deutscher Politiker (AfD), Mitglied des Bundestages, Enkel von Berengar Hugo Karl Beowulf Elsner von Gronow (1903–1981).